# Port de la baie de Cadix
Le port de la baie de Cadix est un complexe portuaire situé sur le littoral atlantique espagnol, dans la province de Cadix, en Andalousie. Il regroupe cinq ports autrefois indépendants et dispersés sur trois communes, dans une structure placée sous la tutelle du ministère de l'Équipement. Héritier d'une histoire prestigieuse, le port de la baie bénéficie d'une situation privilégiée et connaît depuis plusieurs années une croissance soutenue qui le place parmi les premiers ports andalous et espagnols.

## Situation géographique

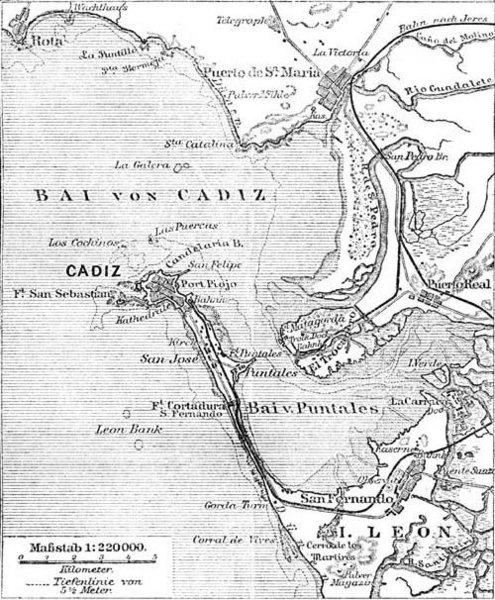
Carte de la baie de Cadix de 1888.

Le complexe portuaire est situé tout autour de la baie de Cadix, une échancrure du littoral atlantique andalou sur la côte du golfe de Cadix. La baie est bordée par les communes de Rota, El Puerto de Santa María, Puerto Real, San Fernando, Chiclana de la Frontera et Cadix.
Sa situation à proximité du détroit de Gibraltar le place au croisement de la mer Méditerranée et de l'océan Atlantique. Il est par conséquent ouvert sur le Maghreb, les îles Canaries et l'Amérique, et sert de point de passage maritime obligé entre l'Europe du Nord et le monde méditerranéen.
Le complexe portuaire regroupe plusieurs ports d'intérêt général : les ports de El Puerto de Santa María (port de la ville et port nautique de Puerto Sherry), de Cadix et de sa zone franche, et Puerto Real (ports de Puerto Real et de El Bajo de la Cabezuela).

## Histoire

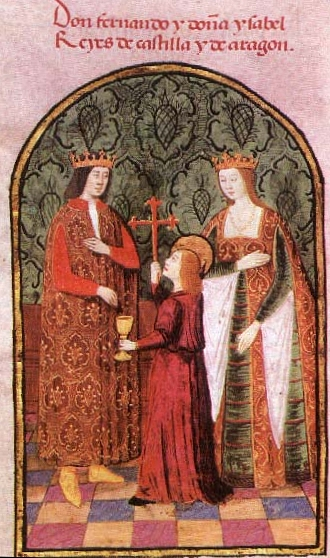
Les Rois catholiques fondent Puerto Real.

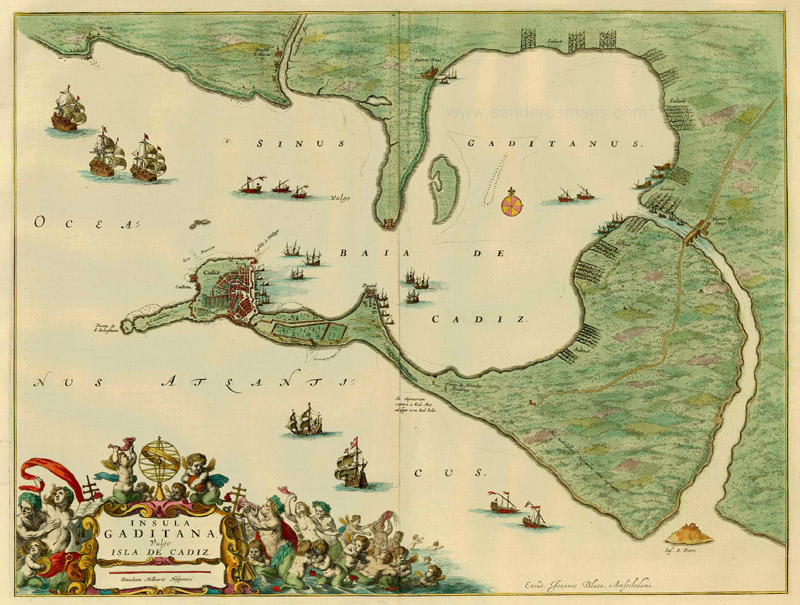
Carte de la baie de Cadix en 1664.

La zone maritime de la baie de Cadix, située dans le golfe homonyme est connue depuis la plus haute Antiquité, pour son emplacement idéal. La proximité de l'Afrique, sa position entre Atlantique et Méditerranée, et sa configuration sûre en ont de tous temps fait un lieu de mouillage recherché. Une zone d'activité portuaire actif semble avoir installée très tôt sur cette frange côtière. La situation géographique de ces établissements a évolué au fil des siècles, sans que l'on puisse tout à fait dater et repérer géographiquement ces équipements, vraisemblablement créés entre la fondation de Gadès à la fin du IIe millénaire av. J.-C. et l'époque romaine. On connaît ainsi l'existence d'un quai à Rota, dont la date d'érection n'a pu être confirmée, et qui fut détruit par le tremblement de terre de Lisbonne de 1755.
Le premier témoignage écrit de l'existence d'un port dans la baie est celui de Strabon, qui évoque la construction du Portus Gaditanus sur ordre de Balbus. D'après Strabon, ce port est accompagné d'un arsenal, qui participe à la fabrication de navires destinés au conflit opposant Pompée et Jules César. C'est précisément sous le mandat de ce dernier que le port de Gadès, dont on ignore l'emplacement exact d'alors, traverse une première époque de splendeur, grâce aux exportations de vins et de salaisons, réputées dans la région (Baelo Claudia).
Avec l'effondrement progressif de l'Empire romain d'Occident à compter du IVe siècle, le port de Gadès, la future Cadix, perd de son importance, et son histoire est difficile à tracer jusqu'au XVe siècle. Par ordonnance royale du 18 juin 1483, les Rois catholiques ordonnent la création de la ville et du port de Puerto Real. Le premier port moderne de la baie naît alors, et bénéficie d'un monopole commercial dans la zone. L'Andalousie occidentale disposait alors de ports aux mains de la noblesse locale, et la monarchie souhaitait se doter du port nécessaire à son expansion maritime au sud. Le port concentre son activité sur le commerce avec l'Afrique, puis s'ouvre peu à peu aux fantastiques horizons du Nouveau Monde.
Le commerce avec les Amériques est une activité mineure à l'origine pour la baie de Cadix. En effet, en 1503, les Rois Catholiques octroient au port de Séville le monopole du commerce avec les colonies : tous les navires de la Flotte des Indes ont pour point de départ ou d'arrivée le port du Guadalquivir. Séville présente en effet de solides avantages, notamment son emplacement au fond de l'estuaire du fleuve qui la protège des attaques fréquentes de piraterie ou de puissances étrangères. Toutefois, le rôle de Cadix va grandissant. Sa capacité à refouler les offensives maritimes, mais également l'accroissement du tirant d'eau des bateaux parallèle à l'envasement progressif du Guadalquivir entraînent au XVIIe siècle une implication accrue de Cadix dans la course aux Indes.

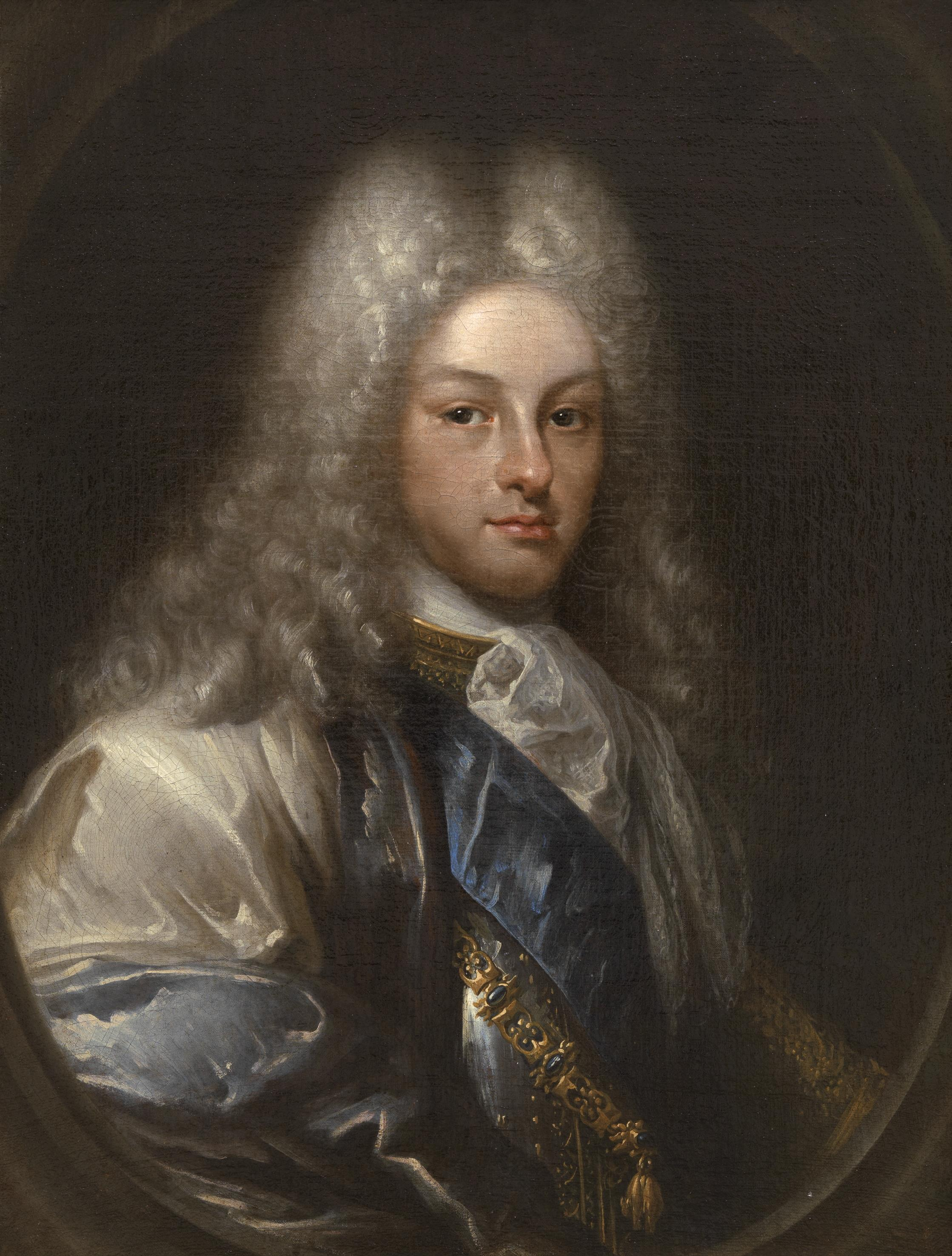
Philippe V transfère à Cadix la Casa de Contratación.

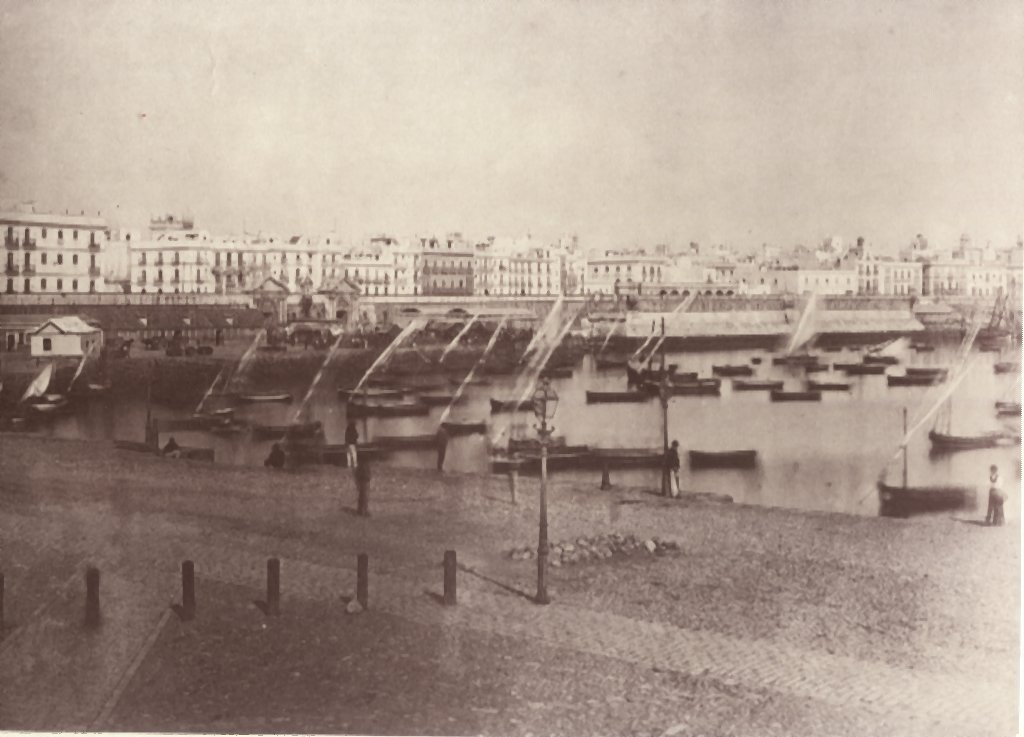
Le Port de Cadix au XIXe siècle.

Ainsi, en 1613, Philippe III autorise à compléter à Cadix la charge des bateaux de la Flotte des Indes venus de Séville. Cette mesure est confirmée en 1627 par Philippe IV qui porte le complément de charge autorisé à un tiers de la capacité du navire. Le monarque confie alors peu à peu à Cadix le soin d'armer la flotte militaire chargée d'escorter les galions entre les deux continents. Cette activité en progression du port amène en 1679 les autorités municipales à solliciter à la Couronne la permission de bâtir un quai de pierre. Six ans plus tard, un projet vise à doter le port d'un ensemble de quais beaucoup plus ambitieux.
Tout au long de la deuxième moitié du XVIIe siècle, Séville perd de son importance commerciale. Le fleuve envasé oblige à délester les cargaisons à Cadix. En 1680, tous les bateaux en partance pour les Amériques sont tenus de faire escale à Cadix. Le rôle de Séville se limite à des fonctions bureaucratiques et commerciales, à travers la Casa de Contratación, pour peu de temps. Philippe V transfère en effet l'institution à Cadix en 1717 : Séville perd définitivement son monopole au profit de la Baie de Cadix, qui entame son âge d'or. Par la suite, le libéralisme ambiant dans l'Espagne des Lumières amène Charles III à supprimer le monopole du commerce en 1778. La Casa de Contratación, qui perd sa raison d'être, disparaît douze ans plus tard.
Le XIXe siècle est marqué par la perte progressive des colonies espagnoles, processus qui culmine avec la perte dramatique de Cuba en 1898. Le commerce entre l'ancienne métropole et l'Amérique s'en ressent : les puissances européennes s'engouffrent dans cette brèche. Le port de Cadix maintient toutefois une certaine activité, comme en témoignent les profonds bouleversements qui l'affectent au cours de la deuxième moitié du siècle. Un nouveau port est construit à partir de 1870, tandis que se constitue la Société du port marchand de Cadix. La gestion du port sera par la suite transférée au ministère de l'Équipement. Les travaux se poursuivent tout au long du XXe siècle, la configuration actuelle étant fixée par le plan de travaux de 1949. En 1982, les différents ports de la baie sont regroupés par décret royal en une seule et même entité juridique : le port de la baie de Cadix. Le port acquiert alors sa physionomie actuelle.

## Organisation
Le port de la baie de Cadix regroupe plusieurs installations portuaires établies autour de la baie, et réunies depuis un décret royal en une seule et même entité. S'agissant d'un port d'intérêt national, il est placé sous la tutelle exclusive de l'État, travers le ministère de l'Équipement, selon la loi 27/1992 portant sur les ports d'État.
Les autorités portuaires de la Baie de Cadix sont constituées en une entité de droit public, sous tutelle de l'État, mais avec une personnalité juridique propre, disposant d'un budget autonome. Elle a pour mission la gestion des ports d'intérêt général de la Baie de Cadix et dispose pour ce faire de trois organes internes : le conseil d'administration chargé de la gouvernance, un directeur chargé de la gestion, et un conseil de la navigation et du port, chargé de l'assistance et du conseil aux autorités portuaires ainsi qu'à la capitainerie.

## L'activité portuaire

### Activités
Le port de la baie de Cadix se consacre à trois activités : le transport de voyageurs, la pêche et le trafic de marchandises, qui représente la majeure partie de son chiffre d'affaires.
Le transport de voyageurs est assuré à partir du bassin de Cádiz-Ciudad, où se trouve la gare maritime de 3400 m², équipée d'un bar-restaurant, de boutiques, ainsi que d'un poste de police. Il existe des lignes régulières reliant la baie à l'Europe, au Maghreb, ainsi qu'au continent américain (Cuba, États-Unis, Canada, etc.). 260 410 passagers ont été transportés (en montée, descente ou escale) en 2006.
La pêche est la seconde activité du port. Vingt-huit navires sont basés au port, et ont écoulé plus de 5 000 tonnes de produits de la mer en 2006.
Enfin, c'est le trafic de marchandises qui fournit au port sa plus grande part d'activité. En 2007, 7,25 millions de tonnes de marchandises ont transité par le port de la Baie de Cadix. Celui-ci a connu une progression annuelle du tonnage de l'ordre de 23 %, ce qui en fait le complexe portuaire le plus en progression d'Espagne pour l'année en question. Les marchandises traitées sont de nature très diverse : pétrole, produits chimiques, métaux, produits agroalimentaires, voitures, matériaux de construction….

### Équipements

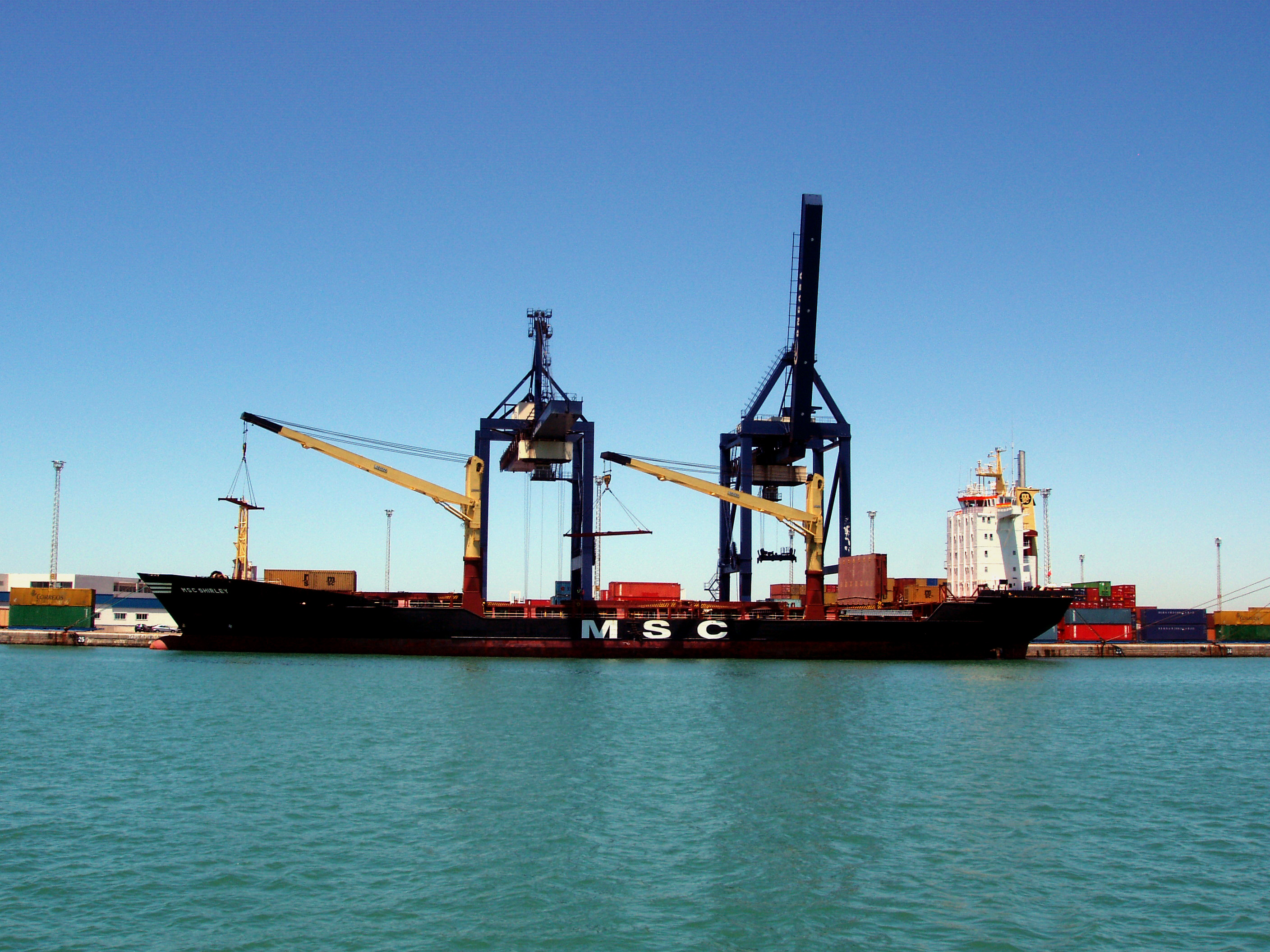
Vue du port.

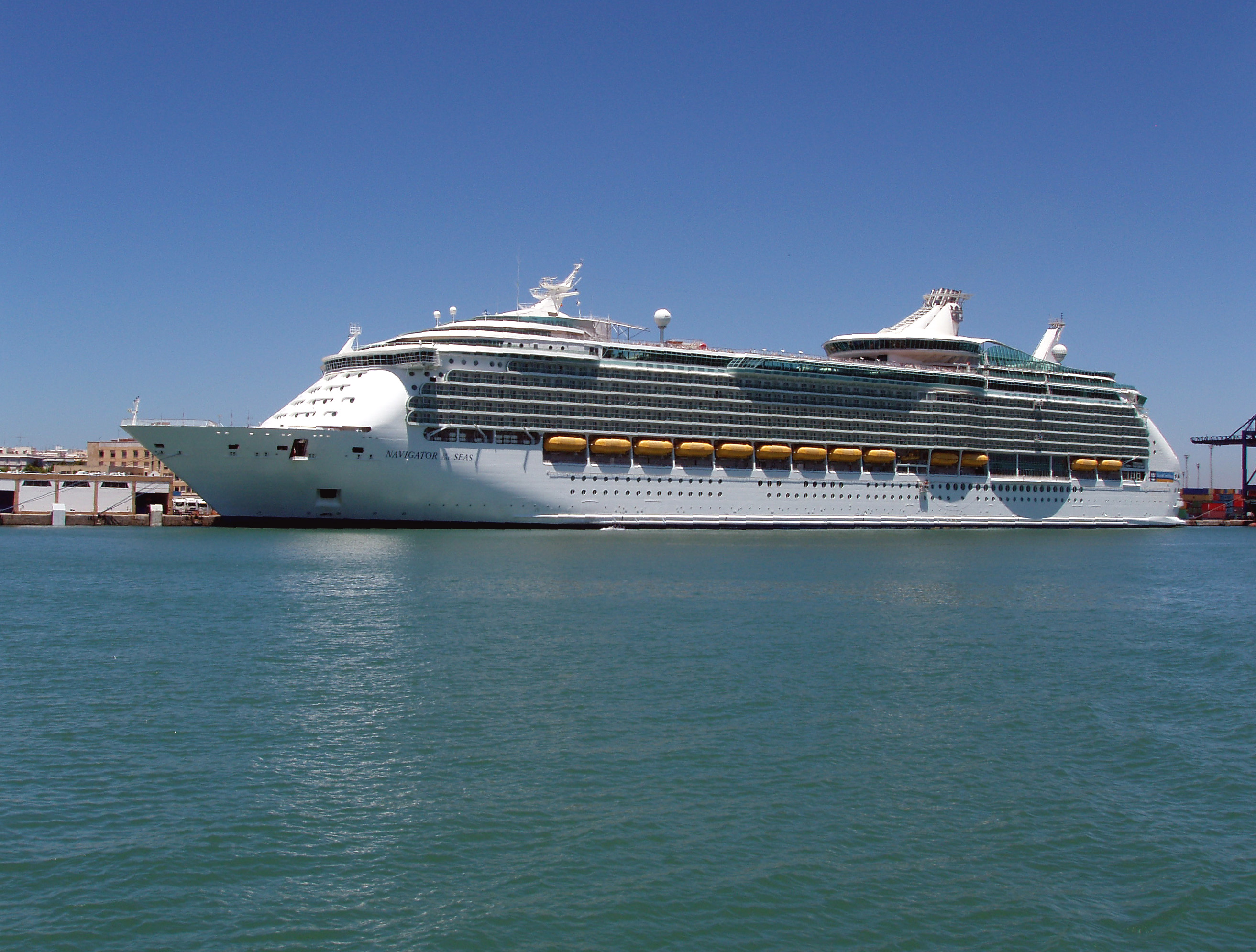
Un navire de croisière au port.

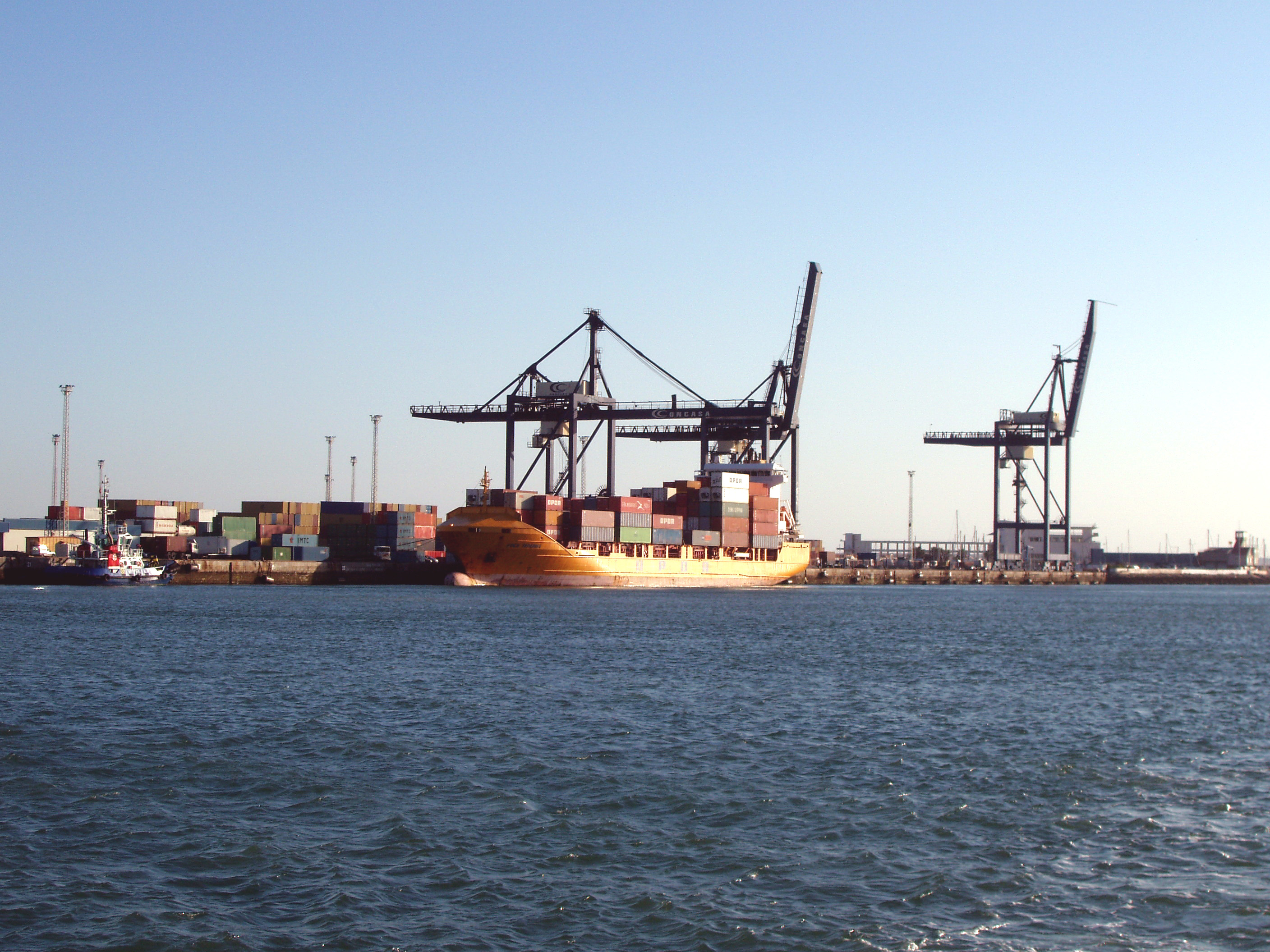
Vue d'un des quais de marchandises.

Le complexe portuaire de la Baie de Cadix s'établit sur cinq bassins :
- le port de Cádiz-Ciudad, à Cadix ;
- le port de la zone de franche de Cadix ;
- le port de la Cabezuela à Puerto Real ;
- le port de El Puerto de Santa María ;
- le port de Puerto Sherry, à El Puerto de Santa María.

Ces différents sites sont dotés de docks équipés d'un matériel destinés au chargement et au déchargement des navires (seize grues, huit portiques...), et abritant des entrepôts (dont certains frigorifiques) ainsi que des zones de stockage à ciel ouvert. On trouve également une capitainerie, et un service de douanes.
Le port de Cádiz-Ciudad, le plus vaste, est desservi par un chenal de 3,6 kilomètres, large de 250 mètres. Il abrite une surface navigable de 224 hectares, et dispose de 70 hectares d'installations terrestres. Il est utilisé pour la pêche, le transport de voyageurs, les activités nautiques et commerciales. Il est également équipé d'un centre de réparation des navires. Le bassin compte cinq quais de 200 à 600 mètres de long, disposés autour de la darse commerciale. Un de ces quais (le quai Alfonso XIII) est réservé au trafic voyageurs, et dispose d'une gare maritime. Le bassin renferme par ailleurs une darse de pêche d'une longueur de 1 374 mètres, ainsi que deux darses destinées à l'amarrage des navires de plaisance.
Toujours à Cadix, la zone franche se limite à des activités commerciales et nautiques. Plus petit que son voisin, situé plus au nord, le bassin ne dispose que de 4,3 hectares de surface navigable, et 8 hectares d'installations à terre. L'accès se fait par un chenal de 1,5 kilomètre de long et de 150 mètres de large. Doté de deux quais pour les marchandises et d'un port pour les navires de plaisance (utilisé pour la voile essentiellement), sa particularité réside dans son régime de franchise.
Le port de la Cabezuela à Puerto Real dispose d'un seul quai dans sa darse, exclusivement affecté au trafic de marchandises. Il dispose pour ce faire de deux quais atteignant au total près de 500 mètres de longueur. On y accède par un chenal de deux kilomètres.
Le bassin de El Puerto de Santa María contient autour de sa darse un vaste quai à marchandises de près de 800 mètres de longueur, ainsi qu'une zone de plaisance et un quai pour les navires de pêche de plus d'un kilomètre. C'est le bassin qui possède la plus vaste surface d'équipements à terre (près de 600 hectares). Il est contigu au bassin de plaisance de Puerto Sherry, destiné uniquement aux navires de loisirs, et disposant pour ce faire de près de 800 points d'amarrage, d'une zone de cale pour 500 navires et d'autres installations.

## Liaisons assurées
Service assuré par la compagnie Acciona Trasmediterránea.

### Espagne - îles Canaries
- Cadix-Santa Cruz de Tenerife
- Cadix-Las Palmas de Gran Canaria
- Cadix-Arrecife